# Reserverat
Reservat är ett musikalbum av Ronny Carlsson-Hansson-Sjöstrand, utgiven 1983.
Den är inspelad, mixad och producerad i Lunda Ton studio 1982 och har beteckningen Amalthea AM32.

## Låtlista

### Sid A
1. Tyvärr var jag ensam, 4.00 (Carlsson)
2. Gråt min syster, 3.30 (Carlsson)
3. Som en ros, 3.25 (Carlsson - Hiatt)
4. Ju mer du smakar det (Ju mer du saknar det), 3.00 (Carlsson)
5. Som en del av mitt liv, 5.20 (Carlsson)

### Sid B
1. Vägarna jag fann, 3.30 (Carlsson - Hiatt)
2. Reserverat, 3.50 (Carlsson)
3. Släng hit notan, 2.40 (Carlsson)
4. § 11½ "Force Majeure", 4.00 (Carlsson)
5. Mässa för oljefat och kör i A-dur, 4.45 (Carlsson)